# Никита Топия
Никита (Никета) Топия (ум. 1415) — албанский феодал из рода Топия, правитель Круи (1392—1394, 1403—1415).

## Биография
Представитель рода Топия, родственник (возможно, племянник или даже сын) Карла Топия.
После смерти Карла Топия Никита управлял регионом к югу от Дурреса, он начал борьбу с его дочерью Еленой за обладание Круей. В 1392 году Никита Калам захватил Крую и стал правителем замка и его окрестной территории. Елена Топия и её муж Марко Барбариго бежали в княжество Зета.
В 1394 году османский султан назначил правителем Круи своего вассала Константина Балшича, который женился на Елене Топия. В 1402 году Константин Балшич скончался, и городом стал вновь управлять его вдова Елена Топия.
В 1403 году Никита Топия захватил Крую у своей двоюродной сестры Елены Топия, объединив под своей властью все владения рода Топия.
Никита Топия поддерживал хорошие отношения с Венецианской республикой, которая была заинтересована в том, чтобы иметь некоторую буферную зону между своими и османскими владениями. Его дочь Мара в 1407 году стала женой князя Зеты Балши III (1403—1421).
Никита Топия стал посредником во время переговоров между своим зятем Балшей III и Венецианской республикой во время Первой Скутарской войны (1405—1412).
В конце 1411 года во время одного боя Никита Топия потерпел тяжелое поражение от Теодора II Музаки. Он попал в плен и при вмешательстве Дубровницкой республики был освобожден, но вынужден был уступить роду Музаки некоторые владения на реке Шкумбини.
В 1415 году после смерти Никиты Топия турки-османы присоединили район Круи к своим владения.